# Microzetia mirabilis
Microzetia mirabilis är en tvåvingeart som beskrevs av Seguy 1965. Microzetia mirabilis ingår i släktet Microzetia och familjen fjädermyggor.
Artens utbredningsområde är Crozetön. Inga underarter finns listade i Catalogue of Life.